# Italiens herrlandslag i bandy
Italiens herrlandslag i bandy representerar Italien i bandy på herrsidan. Det är oklart när Världsmästerskapsdebuten kommer att ske. Man deltog i Europamästerskapet i bandy 1913.